# Larry Tucker
Larry Tucker (* 23. Juni 1934 in Philadelphia, Pennsylvania; † 1. April 2001 in Los Angeles, Kalifornien) war ein US-amerikanischer Drehbuchautor, Schauspieler und Produzent.

## Leben
Tucker arbeitete in den 1950er Jahren zunächst als Komiker und Schreiber mit Mort Sahl in San Francisco. In den frühen 1960er Jahren wechselte von den Nachtklubs zum Film und Fernsehen und war bis einschließlich der 1971 als Schauspieler zu sehen. Ab Mitte des Jahrzehnts trat er zudem auch als Drehbuchautor in Erscheinung. Als solcher arbeitete er häufig mit Paul Mazursky zusammen und Tucker produzierte zudem dessen Filme. In den 1980er Jahren fokussierte Tucker seine Arbeit ausschließlich auf das Fernsehserien.
Als Schauspieler wurde Tucker für seine Rolle in Schock-Korridor für den Golden Globe Award als Bester Nachwuchsdarsteller nominiert.
Für das Drehbuch Bob & Carol & Ted & Alice wurden Tucker und Mazursky 1970 für den Oscar in der Kategorie Bestes Originaldrehbuch nominiert, sie wurden von der National Society of Film Critics für das Beste Drehbuch ausgezeichnet und gewannen einen Writers Guild of America Award. Ferner waren die beiden bei den British Academy Film Awards 1971 nominiert  und erhielten eine Auszeichnung der New York Film Critics Circle für ihr Drehbuch.
Bei den Emmy-Verleihungen 1964 und 1966 war er jeweils für seine Mitarbeit an der The Danny Kaye Show für einen Preis nominiert.
Tucker verstarb an Komplikationen in Folge einer Multiplen Sklerose sowie einer Krebserkrankung.

## Filmografie (Auswahl)
Schauspieler
- 1961: Explosion des Schweigens (Blast of Silence)
- 1962: Sturm über Washington (Advise and Consent)
- 1963: Schock-Korridor (Shock Corridor)

Drehbuchautor
- 1963–1967: The Danny Kaye Show
- 1968: Lass mich küssen deinen Schmetterling (I Love You, Alice B. Toklas)
- 1969: Bob & Carol & Ted & Alice
- 1970: Alex im Wunderland (Alex in Wonderland)
- 1981–1982: Mr. Merlin (Fernsehserie)